# جی. لو (آلبوم)
جی.لو (J.Lo) آلبومی از هنرمند اهل ایالات متحده آمریکا جنیفر لوپز است که در ۲۲ ژانویه ۲۰۰۱ منتشر شد.